# Patrik Isaksson (musikalbum)
Patrik Isaksson utkom 2006 och är Patrik Isakssons fjärde studioalbum. Det placerade sig som högst på sjätte plats på den svenska albumlistan.

## Spår
1. Innan klockan slår
2. Vår sista dag
3. Faller du så faller jag
4. Vi mot dom
5. Till min syster
6. Långt härifrån
7. Dansa om du törs
8. Vem är han
9. Älska mig som mest då
10. Det var längesen
11. Vinternatt

## Medverkande
- Patrik Isaksson - sångare, kompositör, sångtextförfattare
- Jimmy Källkvist - bas
- Joacim Backman - gitarr
- Björn Öqvist - piano
- Christer Jansson - trummor

## Listplaceringar
| Lista (2006) | Topplacering |
| ------------ | ------------ |
| Sverige      | 6            |